# Jacques Lebel
Jacques Lebel est le nom d'un cultivar de pommier domestique.
Cette pomme est à l’origine de plusieurs clones avec des caractères différents.
Nom botanique : autrefois, Malus domestica Borkh Jacques Lebel; mais plutôt, depuis les analyses récentes du génome, Malus pumila Mill., Jacques Lebel 1768.

## Origine
La Jacques Lebel est une variété de pomme née à Amiens en 1825 d’un semis chanceux. Elle porte le nom de son obtenteur et a été propagée à partir de 1849 par les pépinières André Leroy à Angers qui l’exportent en Allemagne, Suisse, Belgique, Angleterre et États-Unis.

## Synonymes
- « Grosse Queue »,
- « Huileuse », sans doute à cause de son aspect brillant.
- Parfois confondue avec « Double des Vosges » dont le port de l'arbre est plus érigé.
- Jakob Lebel (Allemagne)[3].

## Parents
En 1900, la variété  Edler von Leipzig a été obtenue d'un croisement entre Jacques Lebel et Ontario.

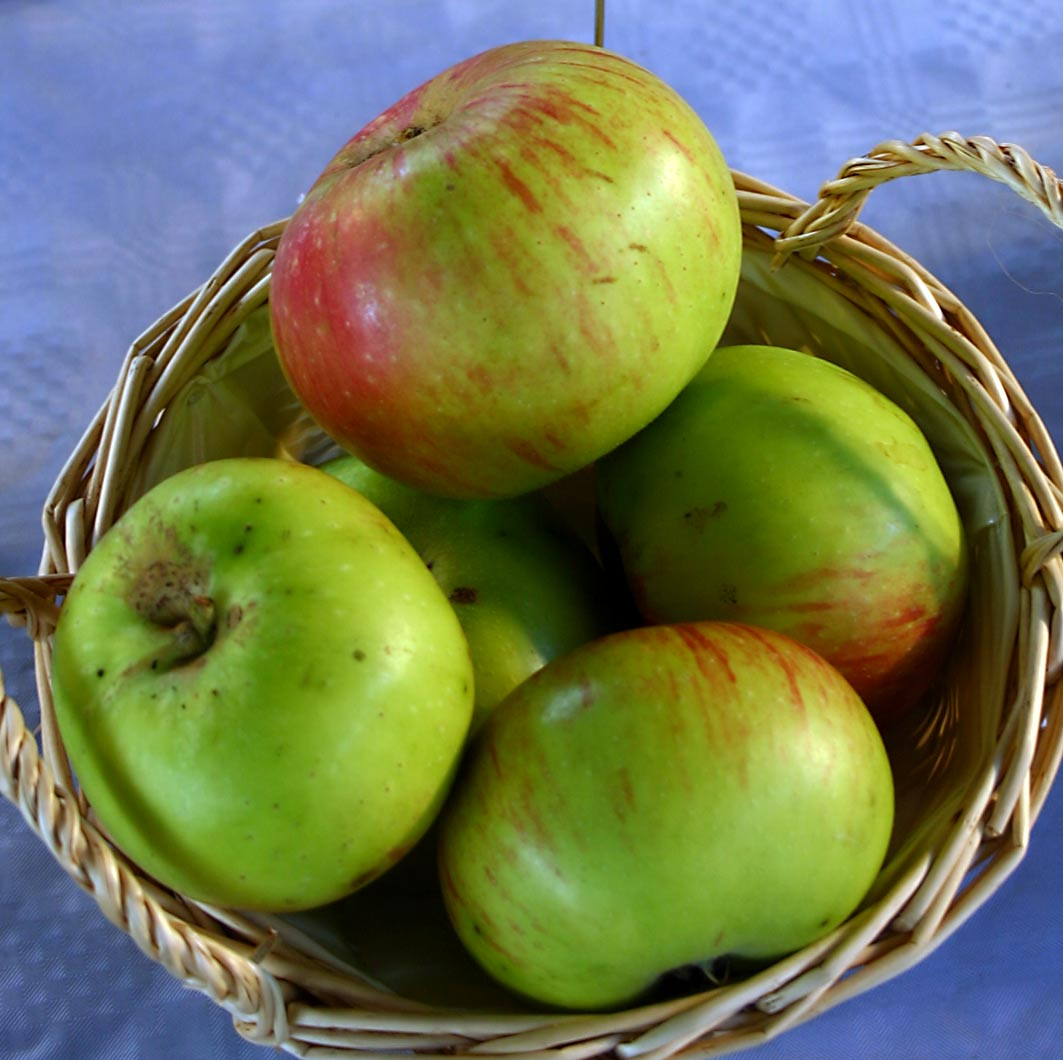
Pommes « Jacques Lebel »
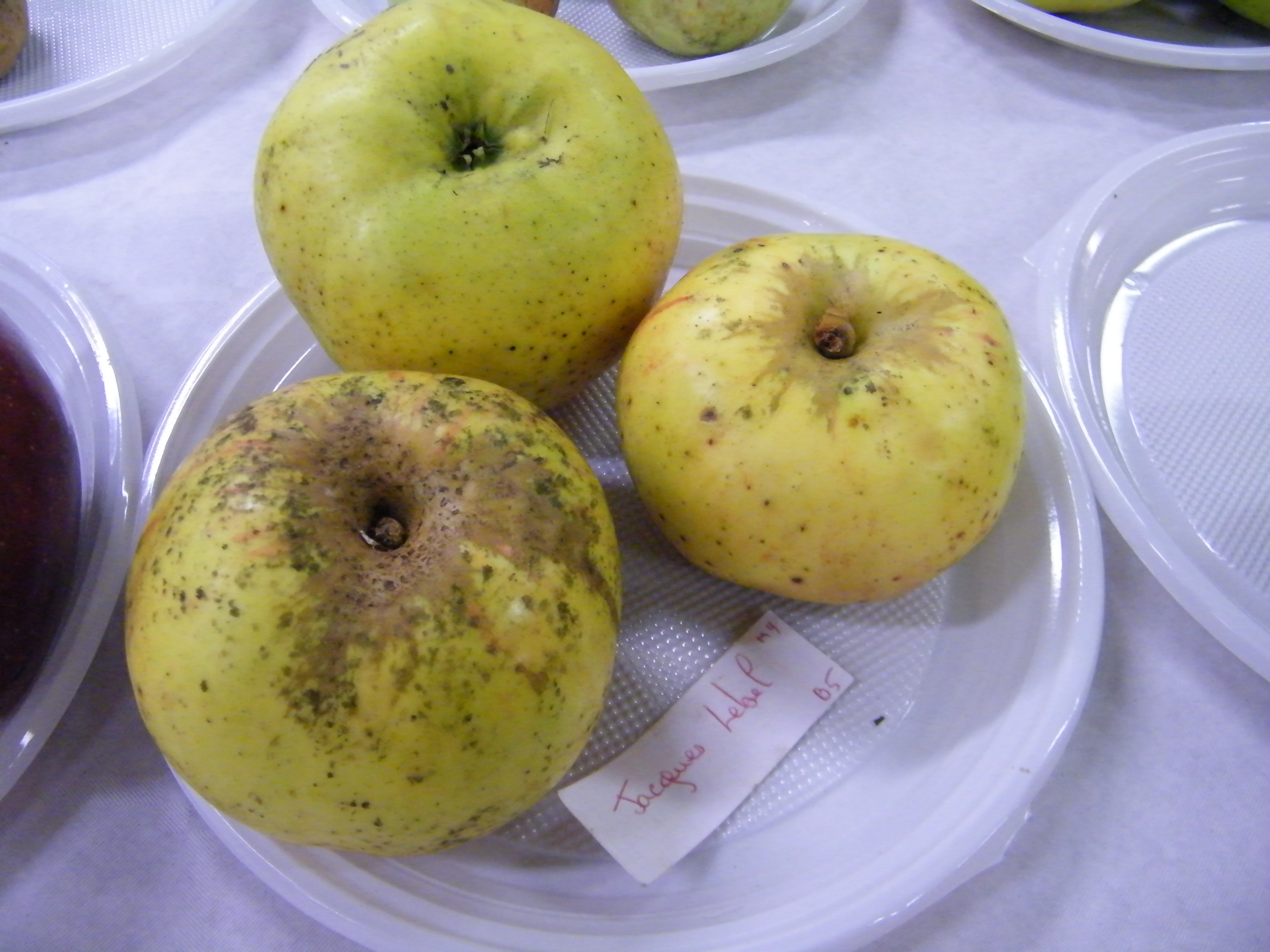
Pommes « Jacques Lebel » de Mons-Boubert.
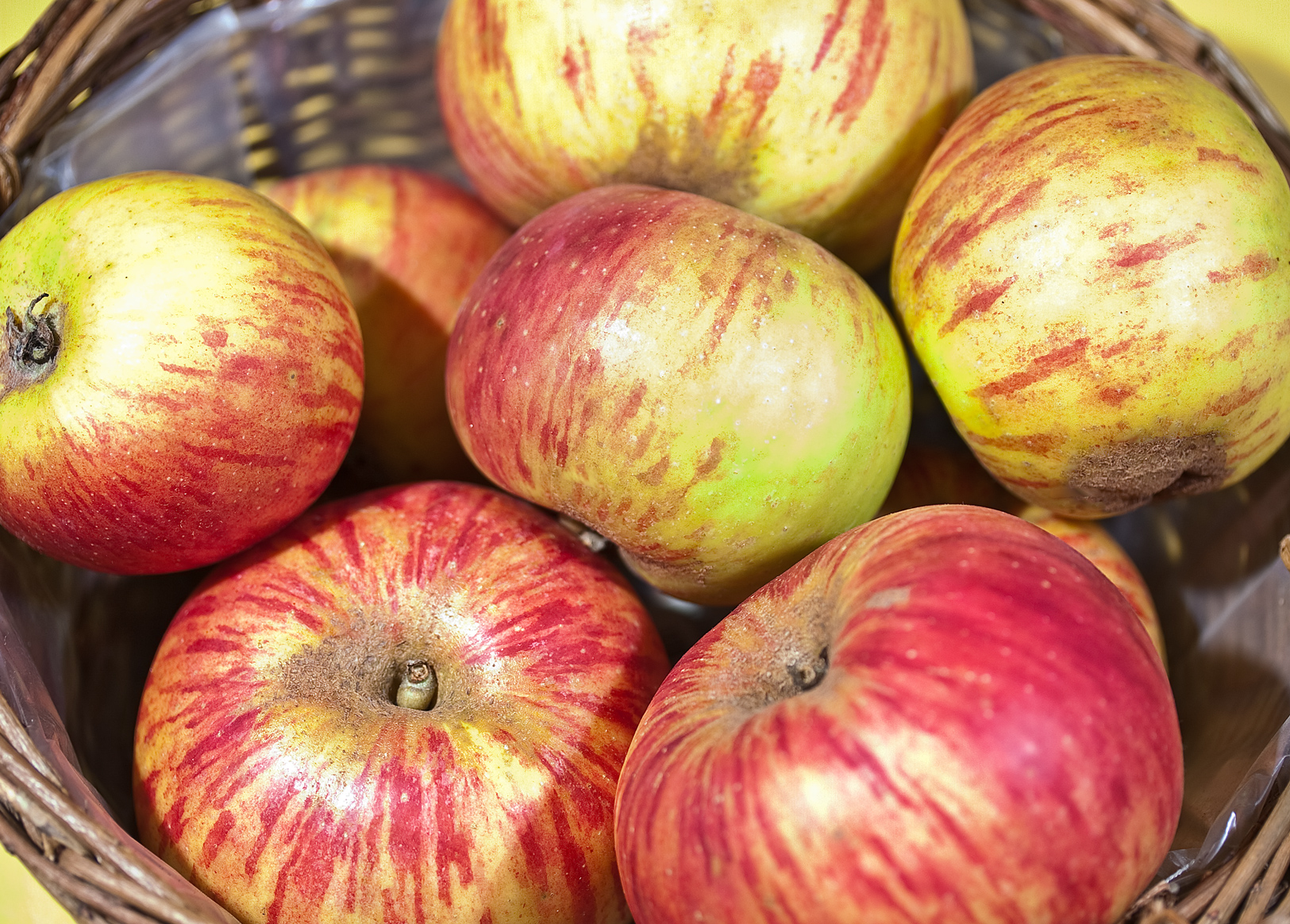
Pommes « Jacques Lebel »

## Description

### Arbre
C'est une variété type des anciens vergers, très vigoureuse, à grand développement et fort productive.
Les rameaux, longs, très gros et peu nombreux, assez étalés sont légèrement coudés et excessivement duveteux, avec un bois des plus forts, de couleur rouge-brun foncé.

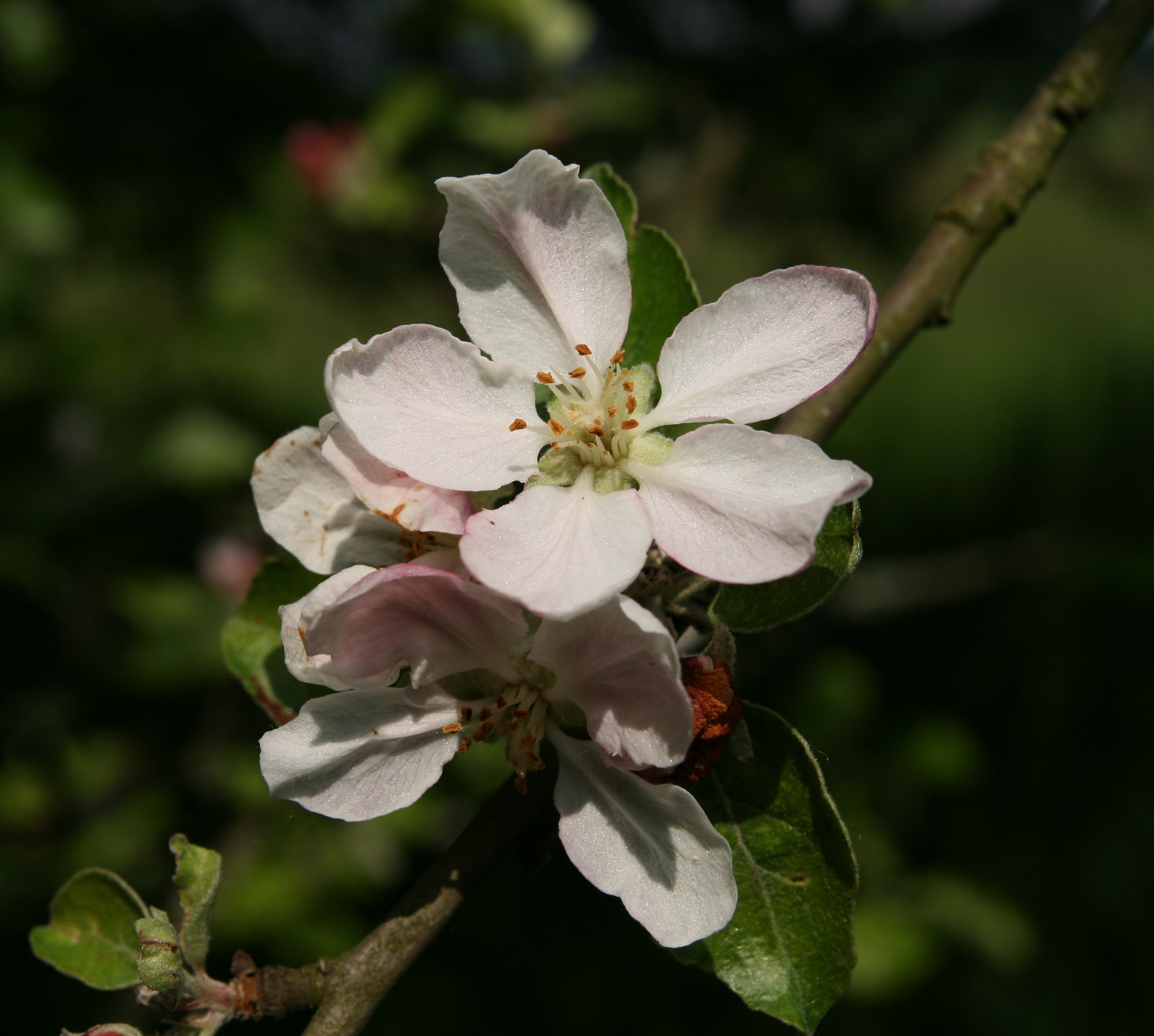
Fleur de Jacques Lebel

À signaler la présence de très grandes lenticelles allongées, abondantes.
Les coussinets sont ressortis ; les yeux volumineux, coniques, raccourcis et bien cotonneux, sont noyés dans l'écorce.
Les feuilles, grandes, ovales-arrondies, sont vert terne au-dessus et gris-verdâtre au-dessous, acuminées, planes et profondément dentées. Le pétiole est peu long, extrêmement gros, rosé à la base et presque dépourvu de cannelure.
Les stipules sont très développées.
Les branches poussent avec vigueur et verticalement. La floraison, puis le feuillage, sont abondants, suivis d'une fertilité remarquable. Après la nouaison, le poids croissant des fruits incurve progressivement les branches érigées pour donner à l'arbre sa forme retombante caractéristique.

### Fruit
- Épicarpe : de couleur vert-jaune à maturité, strié de rose-rouge du côté ensoleillé avec quelques lenticelles et un russeting[Note 1] partiel autour du court pédoncule qui présente souvent un renflement du côté du fruit. La peau peut être ponctuée de gris et se couvre parfois de petites taches noirâtres.
- Calibre : la Jacques Lebel est assez grosse, aplatie et à pourtour irrégulier (un côté est moins développé que l'autre).
- Chair : 
  - couleur crème et tendre,
  - texture intermédiaire (entre fine et grossière) acidulée,
  - fruit juteux, sucré et parfumé,
  - eau suffisante ;
- Utilisation : pomme multi-usages par excellence : 
  - à croquer,
  - à jus,
  - à sécher[Note 2] ou à cuire[5]. Elle est très connue également comme pomme à beignets ;
- Particularités : une « bosse » est souvent présente sur le pédoncule, côté fruit. C'est une variété à queue courte[3].

## Pollinisation
- Variété triploïde, une impossibilité pour la pollinisation croisée, un handicap dans un petit jardin.
- Autostérile, ce cultivar est très fertile s'il dispose du pollen d'un pommier compatible voisin : la Reine des Reinettes, la « Keuleman », encore appelée « Gueule de mouton » ou la Transparente blanche... 	Peuvent également être pollinisatrices Belle Fleur Jaune, Ontario, Reinette Baumann, Reinette de Champagne, Transparente de Croncels[6]...
- Groupe de floraison: C. La période de floraison est intermédiaire (ni précoce, ni tardive).
- S-génotype: S1S3S17[7].

## Culture
L'arbre est très vigoureux, très résistant aux maladies, donc intéressant pour le jardin amateur.
Les pommes sont à maturité à partir de fin septembre et se conservent moyennement. À partir de fin novembre, leur peau a parfois tendance à devenir cireuse et leur chair farineuse.
Les pommes demandent à être entre-cueillies.
André Leroy donne la maturité d'octobre à décembre.